# کشتارگاه (رامهرمز)
کشتارگاه یک روستا در ایران است که در دهستان حومه شرقی (رامهرمز) واقع شده‌است.